# 레온 박스트
레온 니콜라예비치 박스트(러시아어: Леон Николаевич Бакст , 1866년 5월 10일 - 1924년 12월 28일)는 러시아의 화가, 무대 미술가, 의상 디자이너이다.

## 초창기
레온은 현재의 벨라루스 흐로드나 지방인 로젠베르크에서 중산층 유태인 가정에서 태어났다. 김나지움을 졸업한 후, 그는 상트페테르부르크 미술 학교에서 비정규 학생으로 공부하면서, 시간제로 책 일러스트레이터로 일하였다.
1889년 그의 첫 번째 전시회에서 그는 어머니의 할머니의 이름인 Baxter를 기초로 Bakst라는 이름을 사용하였다. 1890년대 초기에 박스트는 수채화가 조합과 함께 작품을 전시하였다. 그는 1893 - 1897년 동안 파리에 살면서, Académie Julian에서 공부하였으며, 자주 상트페테르부르크를 방문하였다. 1890년대 중반 이후, 그는 세르게이 디아길레프와 알렉산드르 브누아가 구축한 작가와 화가들의 집단의 구성원중 하나가 되었다. 이는 Mir Iskusstva 미술 운동이 되었다.
1899년 박스트는 디아길레프와 함께 영향력있는 정기 간행물인《미술 세계》를 공동으로 설립하였다. 그의 그 잡지를 위한 그래픽 디자인은 박스트의 명성을 가져다 주었다.

### 떠오르는 명성
그는 Filipp Malyavin (1899년), Vasily Rozanov (1901년), Andrei Bely (1905년), Zinaida Gippius (1906년)을 위한 프로덕션 초상화뿐만 아니라, 외부에서 의뢰 받은 초상화도 그렸다. 박스트는 Grand Duke Vladimir Alexandrovich의 아이들의 미술 교사로도 일했다. 1902년 니콜라이 황제 2세로부터 의뢰를 받아 파리에서 《러시아 항해사의 만남》이란 그림을 그렸다.
1898년 그는 디아길레프가 조직한 "러시아와 핀란드 미술가의 첫 번째 전시회"에서 작품을 전시하였다. 뮌헨에서 분리주의파와 러시아 예술가들의 연합에서도 작품을 전시하였다.
1905년 러시아 혁명 기간 동안, 박스트는 잡지, Zhupel, Adskaja Pochta, Satyricon과 미술 잡지인 Apollon을 위해 일했다.

### 무대 디자인
1900년대 10년 동안 박스트는 대부분 무대 디자이너로 활동하였다. 박스트는 그리스 비극을 위한 무대를 디자인했고, 1908년에 디아길레프와 발레 루스를 위한 무대 화가로 이름을 얻었다. 《클레오파트라》(1909년), 《세헤라자데》(1901년), 《사육제》(1910년), 《나르시스》(1911년), 《다프네와 클로에》(1912년) 등이 있다. 유태인은 영구적으로 러시아에서 유태인 거주지 바깥에서는 살 권리가 없었기 때문에 박스트는 이때 유럽에서 살았다.
상트 페테르부르크에 가서 있는 동안 박스트는 Zvantseva's school에서 학생들을 가르쳤다. 마르크 샤갈도 그의 제자 중 한 명이다. 1910년 둘다 파산했다. 박스트는 샤갈에게 파리에 가지 말 것을 충고하였다. 박스트에 따르면 파리로의 이주는 샤갈의 예술과 재정적으로도 위험하기에 아마도 그가 굶어죽을 것이라고 말했다.
1914년 Bakst는 황실 미술 아카데미의 회원으로 선출되었다.
박스트는 1918년 디아길레프와 발레 루스의 관계를 끝냈다. 그는 1924년 파리에서 폐 합병증으로 사망하였다.

## 같이 보기
- 오리엔탈리즘

## 참고 자료
- 마르크 샤갈, "나의 인생",상트 페테르부르크, Azbuka, 2000, ISBN 5-267-00200-3